# Aller
Aller je rijeka u pokrajinama Saska-Anhalt i Donja Saska u Njemačkoj. Desna je pritoka rijeke Weser i duga je 263 km.
Izvor rijeke nalazi se u blizini grada Magdeburga. Nakon izvora rijeka teče sjeverozapadno u Donju Sasku. Važniji gradovi na rijeci Aller su (od izvora prema ušću): Wolfsburg, Gifhorn, Celle, Verden. Nekoliko kilometara zapadno od Verdena, Aller utječe u rijeku Weser.
Pritoke rijeke Aller su rijeka Oker i rijeka Leine.

## Vanjske poveznice
|  | Zajednički poslužitelj ima još gradiva o temi Aller |